# 前衛書道
前衛書道（ぜんえいしょどう）とは、前衛的に書かれる書道のこと。
第二次世界大戦後に新しい芸術観に基づいて起こった革命的な書道芸術運動によって開拓された新しい書道の分野。運動の先駆者には主に上田桑鳩や宇野雪村、比田井南谷が挙げられる。
その後、急速に発展し、現在では盛んに書かれている分野の一つになった。
墨象（ぼくしょう) とも呼ばれる。

## 前衛書道の歴史
新たな書道の表現方法については戦前から議論がされており、例えば、比田井天来は大正年間に「文字をよらずして、書的な線」による芸術を考え出し、「象」と名づけ、1、2年試みていた。また、書学院においても天来や上田が「線の問題」について議論している。こうした動きは、第二次世界大戦後の1945年に書かれた比田井南谷の「心線作品第一・電のヴァリエーション」を端緒として広がりを見せ、新たな書道の分野と認識されるようになった。前衛書道は登場した当時は新派・新傾向などと呼ばれたが、1957年には「墨象」という名称が起こり、1958年の毎日書道展では前衛の分野が分離され毎日前衛書道展が行われた。
これ以後は「前衛書道」の名称が一般化した。
現在では活発に行われている分野の一つにまで成長した。ニューヨーク近代美術館には日本特有の書道として、上羅芝山の作品などが展示されている。

## 前衛書道の特徴
これまでの書道は技法を継承し、古典の再現を指向するものであった。
これに対し前衛は因習や桎梏を打破し人間を解放して生命体としての自己顕現を求めるもの。
文字とは言語性による意思伝達の手段であり、書が書である理由は造形によって訴える造形表象にある。
つまり前衛とは時間と空間との美的構造の上に新しい造形を打ち立てようとするものである。
前衛書道作品とは視覚平面芸術として純粋に造型・線・墨色・余白などの美しさを主張している。
空間芸術として他の芸術との違いは時間的な運動の軌跡が造形を構築しているといえる（絵画などは書道に比べると時間的な軌跡が残りにくい）。身心一如の生命体の発現が造形に結晶する。
時代に即応した表現の資材を模索して、新しい材料に手を伸ばすが書道の本質が毛筆のもつ弾力性にあることは踏まえている。
簡単にいえば綺麗な字を書くことにこだわらず墨の後や空間を上手く使って書かれている書道のこと。